# 江西盘腔吸虫
江西盘腔吸虫（学名：Chenocoelium kiangsiensis）为同盘科盘腔属的动物:184-185。

## 分佈及棲息地
在中国大陆，分布于江西等地，营寄生生活，宿主水牛以及寄生于瘤胃。该物种的模式产地在江西。

## 外部連結
- 維基物種上的相關：江西盘腔吸虫